# Wheatus
Wheatus – amerykański zespół pop-rockowy powstały w 1995 roku w Nowym Jorku. Artyści najbardziej znani są ze swojego singla "Teenage Dirtbag", który ukazał się w 2000 roku i znalazł się na wydanej w tym samym roku debiutanckiej płycie grupy zatytułowanej po prostu Wheatus. Piosenka ta znalazła się również m.in. w amerykańskim filmie komediowym "Loser".

## Muzycy
Obecny skład zespołu
- Brendan B. Brown - wokal prowadzący, gitary (akustyczna, elektryczna i - najczęściej - akustyczno-elektryczna [inaczej: elektro-akustyczna])
- Matthew Milligan - gitara basowa, kontrabas elektryczny
- William "Will" Tully - perkusja
- Karlie Bruce - wokal wspierający
- Gabrielle Aimée Sterbenz - wokal wspierający
- Mark Palmer - instrumenty klawiszowe

Byli członkowie
- Peter McCarrick Brown - perkusja, okazjonalny wokal wspierający, sample
- Rich Liegey - gitara basowa, wokal wspierający
- Philip A. Jimenez - instrumenty perkusyjne, sample, efekty specjalne, instrumenty klawiszowe, harmonijka ustna, banjo i inne instrumenty
- Mike Joseph McCabe - gitara basowa, wokal wspierający
- Nicolas diPierro - gitara basowa
- Kevin Joaquin Garcia - perkusja
- Michael Bellar - instrumenty klawiszowe
- Shannon Patrick Harris - instrumenty klawiszowe
- Gerard Charles Hoffmann - instrumenty klawiszowe
- Ken Flagg - instrumenty klawiszowe
- Vanessa Jimenez - wokal wspierający
- Kathryn Elizabeth Froggatt - wokal wspierający
- Constance Renda - wokal wspierający
- Elizabeth Grace "Liz" Brown - wokal wspierający
- Melissa "Missy" Heselton - wokal wspierający
- Delaney Gibson - wokal wspierający
- Georgia Haege - wokal wspierający
- Johanna Cranitch - wokal wspierający
- Dani Elliott - wokal wspierający

## Dyskografia

### Albumy
- Wheatus (2000)
- Hand Over Your Loved Ones (2003) / Suck Fony (2005 – jest to reedycja tego albumu wydana dwa lata później, nakładem założonej przez zespół wytwórni Montauk Mantis, po rozstaniu zespołu z należącą do Sony wytwórnią Columbia Records)
- TooSoonMonsoon (2005)
- Pop, Songs & Death (2009 - The Lightning EP, 2010 - The Jupiter EP)
- The Valentine LP (2013)

### EPki (Extended Play)
- Lemonade (2004)
- Live at XM (2004)

### Single
- "Teenage Dirtbag" (z albumu Wheatus)
- "A Little Respect" (z albumu Wheatus)
- "Wannabe Gangstar/Leroy" (z albumu Wheatus)
- "American In Amsterdam" (z albumu Hand Over Your Loved Ones)
- "Lemonade" (z albumu Hand Over Your Loved Ones)
- "BMX Bandits" (z albumu TooSoonMonsoon)
- "The London Sun" (z albumu TooSoonMonsoon)